# Ocotea

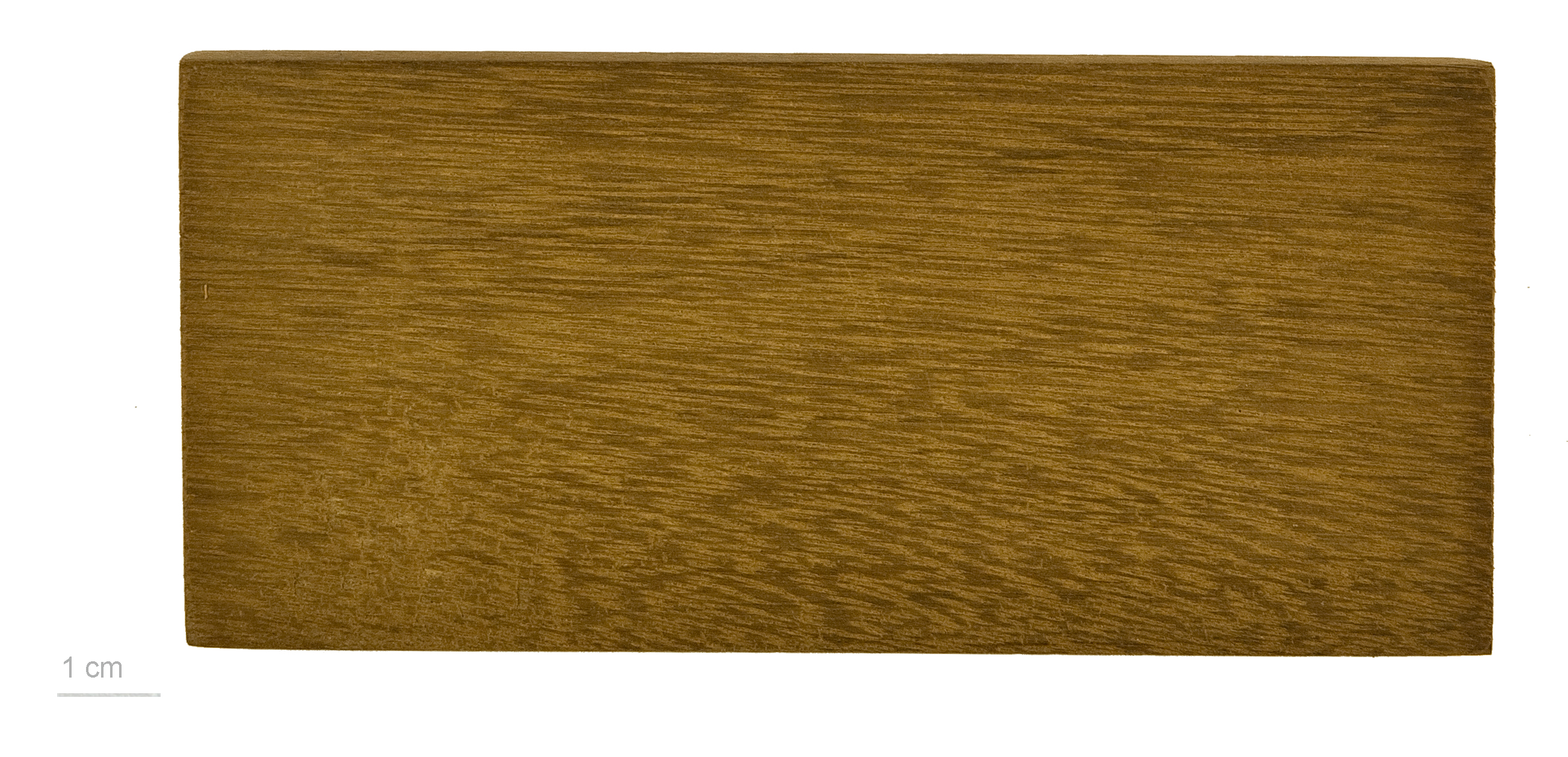
Madeira de Ocotea guianensis (MHNT).

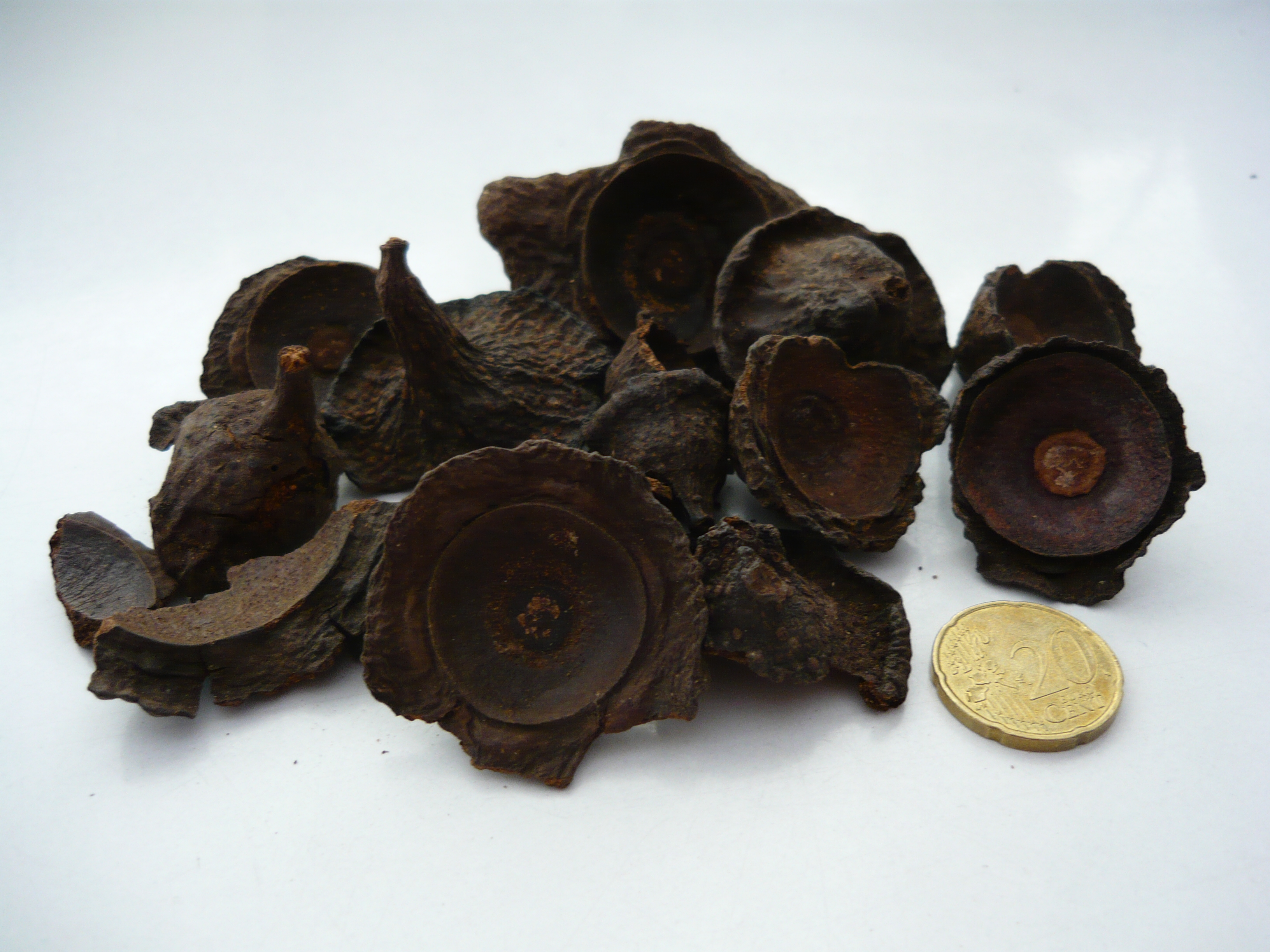
Cúpulas secas de ishpingo (O. quixos) usadas como especiaria.

Ocotea é um género de plantas com flor pertencentes à família do loureiro (Lauraceae), que inclui cerca de 324 espécies de árvores e arbustos perenifólios com folhas lauroides, distribuídos principalmente (cerca de 300 espécies) pelas regiões tropicais e subtropicais da América Central e América do Sul, pelas Caraíbas e pelo sul da Flórida, mas com algumas espécies nativas de África, de Madagáscar e das ilhas Mascarenhas. A espécie O. foetens (conhecida por til) é nativa das ilhas da Macaronésia.

## Descrição
As espécies que integram o género Ocotea são árvores e arbustos, perenifólias, ocasionalmente com raízes adventícias (p. ex. O. hartshorniana e O. insularis), com folhas simples, alternadas, raramente opostas ou verticiladas.
As folhas são do tipo lauroide, em geral de coloração verde escuro, lustrosas, frequentemente acastanhadas na face inferior do limbo e com células ricas em óleos essenciais fragrantes.
As flores são apétalas, agrupadas em pequenas inflorescência do tipo panícula. As espécies africanas e de Madagáscar todas apresentam flores bissexuais (com órgão masculinos e femininos), enquanto a maioria da espécies americanas são unissexuais  (com flores que são exclusivamente masculinas ou femininas).
Os frutos são bagas globosas ou oblongas, com 3–5 cm de comprimento, duras e carnudas, apresentando na região de junção com o pedúnculo parte do fruto recoberto por uma calíbio (ou cúpula) em forma de taça, ocasionalmente achatado, que confere ao fruto uma aspecto semelhante a uma pequenas bolota. O fruto é verde escuro, escurecendo progressivamente ao maturar, mas com a cúpula na base do fruto frequentemente apresentando uma coloração brilhante. Cada fruto contém apenas uma semente envolvida por uma camada de tecido endurecida que em muitas espécies é lenhificada.
A madeira de muitas das espécies apresenta um aroma forte e característico, nem sempre agradável (daí o nome comum inglês stinkwood aplicado a algumas espécies, entre as quais Ocotea bullata e Ocotea foetens). Noutros casos o aroma é considerado agradável e semelhante ao da cânfora (espécie do género Cinnamomum, filogeneticamente próximo de Ocotea).
A presença de vestígios de Ocotea no registo fóssil é antiga, tendo sido descobertas impressões foliares de †Ocotea heerii, uma espécie fóssil, em depósitos do Messiniano (ca. 5,7 Ma) em Monte Tondo, norte dos Apeninos, Itália.

## Ecologia
As espécies do género Ocotea têm distribuição natural pelas regiões subtropicais e tropicais, frequentemente em habitat de grande altitude. Em muitos casos são espécies características de formações tropicais de montanha (vegetação tropical montana), ocorrendo em formações como a floresta ombrófila mista, a laurissilva da Macaronésia, os biomas do tipo afromontano, as florestas montanas de Knysna-Amatole e as florestas montanas de Talamanca. Em Madagáscar o género ocorre também em florestas de terras baixas.
A maioria das espécies de frutos relativamente pequenos são de grande importância ambiental porque serem o alimento de muitas aves e mamíferos endémicos, especialmente em ilhas e em florestas premontanas e montanas.
As folhas de espécies de Ocotea são a principal fonte de alimento para as lagartas de várias espécies endémicas, incluindo várias espécies do género Memphis. Algumas lagartas de Memphis alimentam-se exclusivamente das folhas de uma única espécie de Ocotea (por exemplo Memphis mora alimenta-se apenas de folhas de Ocotea cernua e Memphis boisduvali alimenta-se exclusivamente das folhas de Ocotea veraguensis.
A dispersão de sementes de muitas das espécies de Ocotea é feita por aves frugívoras, tais como os tucanos, os quetzal (Pharomachrus), os pombos-torcazes, a araponga (aves da família Cotingidae, especialmente a espécie Procnias tricarunculatus) e Poicephalus robustus (na África do Sul).
Os frutos de Ocotea são também consumidos por diversas aves Columbiformes, tais como Columba trocaz, pombo-de-delegorgue (Columba delegorguei), pombo-de-bolle (Columba bollii), pombo-do-congo (Columba unicincta) e algumas rolas americanas (especialmente Zenaida macroura, a rola-carpideira).
A maioria das espécies arbóreas africanas de Ocotea são antigas espécies paleoendémicas, que em tempos antigos tiveram uma ampla distribuição naquele continente. Contudo, esta não é a situação nas Américas, onde apenas na Venezuela foram colectadas 89 espécies distintas.
Várias espécies de Ocotea são susceptíveis ao ataque de diversos organismos fitopatogénicos indutores do apodrecimento das raízes, entre os quais Loweporus inflexibilis, Phellinus apiahynus e Phytophthora cinnamomi.
Algumas espécies de Ocotea servem de local de nidificação para formigas, as quais que podem viver em bolsas na base das folhas ou em caules ocos. As formigas patrulham as suas plantas hospedeiras com maior frequência em resposta a perturbações ou ao aparecimento de pragas de insectos, entre os quais gafanhotos.

## Usos
As plantas do género Ocotea produzem óleos essenciais ricos em cânfora e safrol, que nalguns casos têm importância económica. É o caso das espécies O. cymbarum, O. caudata, O. pretiosa e O. usambarensis que são exploradas comercialmente.
As espécies Ocotea usambarensis (conhecida por cânfora-da-áfrica-oriental), Ocotea cernua (do Peru) e Ocotea odorifera (sassafrás do Brasil) são mesmo comercializadas iternacionalmente.
Os calíbios secos da espécie Ocotea quixos, conhecida por ishpingo, são utilizados no Equador para dar sabor a bebidas, entre as quais a colada morada.
Canela Sassafrás é uma das arvores brasileiras nativas de madeira mais estimadas para confecção de toneis para envelhecimento de cachaça.
Algumas espécies arbóreas de Ocotea de crescimento rápido são utilizadas em silvicultura comercial para produção de madeira. Entre essas espécies contam-se Ocotea puberula (da América Central e do Sul), Ocotea bullata (comercializada como black ou true stinkwood na  África do Sul) e Ocotea usambarensis. A madeira destas espécies é valorizada pela sua resistência à decomposição por fungos.
Ocotea odorifera (sassafrás) e Ocotea kuhlmanni são frequentemente cultivadas como plantas melíferas.

## Lista de espécies
O género Ocotea inclui mais de 200 espécies, quase todas neotropicais. A lista que se segue, embora não é exaustiva, apresenta as espécies mais relevantes de Ocotea:
- Ocotea aciphylla
- Ocotea acutifolia (Nees) Mez
- Ocotea albida
- Ocotea albopunctulata
- Ocotea amazonica
- Ocotea amplifolia
- Ocotea arechavaletae
- Ocotea argylei
- Ocotea arnottiana
- Ocotea atirrensis
- Ocotea bangii
- Ocotea basicordatifolia
- Ocotea benthamiana
- Ocotea bofo
- Ocotea bullata –
- Ocotea calophylla
- Ocotea camphoromoea
- Ocotea catharinensis
- Ocotea cernua –
- Ocotea clarkei
- Ocotea corymbosa Mez
- Ocotea cuneifolia
- Ocotea cuprea
- Ocotea cymbarum (por vezes incluída em O. odorifera)
- Ocotea dendrodaphne
- Ocotea diospyrifolia (Meisn.) Mez
- Ocotea dispersa (Nees) Mez
- Ocotea divaricata (Nees) Mez
- Ocotea domatiata Mez
- Ocotea fasciculata (Nees) Mez
- Ocotea floribunda
- Ocotea foeniculacea –
- Ocotea foetens – "til", "tilo"
- Ocotea gabonensis
- Ocotea glaucosericea
- Ocotea glaziovii Mez
- Ocotea gracilis
- Ocotea guianensis
- Ocotea harrisii
- Ocotea heterochroma
- Ocotea ikonyokpe van der Werff
- Ocotea indecora (Schott) Mez
- Ocotea insularis
- Ocotea illustris
- Ocotea infrafoveolata
- Ocotea javitensis
- Ocotea jelskii
- Ocotea jorge-escobarii
- Ocotea kenyensis
- Ocotea kuhlmanni Vattimo
- Ocotea lancifolia
- Ocotea lancilimba
- Ocotea langsdorffii
- Ocotea laxiflora
- Ocotea leucoxylon –
- Ocotea longifolia
- Ocotea mandonii
- Ocotea marmellensis
- Ocotea matogrossensis
- Ocotea megaphylla
- Ocotea minarum Mart. ex Nees
- Ocotea monzonensis
- Ocotea moschata – nemoca
- Ocotea nemodaphne – louro sassafrás
- Ocotea notata (Nees) Mez
- Ocotea oblonga
- Ocotea obtusata
- Ocotea odorifera – sassafrás-brasileiro
- Ocotea oocarpa
- Ocotea opoifera
- Ocotea otuzcensis
- Ocotea pachypoda
- Ocotea pauciflora
- Ocotea porosa – (por vezes colocada no género Phoebe)
- Ocotea porphyria
- Ocotea portoricensis
- Ocotea prunifolia
- Ocotea puberula
- Ocotea pulchella Mart.
- Ocotea pulchra Vattimo-Gil
- Ocotea quixos – ishpingo
- Ocotea raimondii
- Ocotea regeliana
- Ocotea rivularis
- Ocotea robertsoniae
- Ocotea rotundata
- Ocotea rubrinervis
- Ocotea rugosa
- Ocotea rusbyana
- Ocotea sericea
- Ocotea silvestris Vattimo-Gil
- Ocotea smithiana
- Ocotea spathulata
- Ocotea spectabilis
- Ocotea spixiana (Nees) Mez
- Ocotea staminoides
- Ocotea tabacifolia (Meisn.) Rohwer
- Ocotea teleiandra (Meisn.) Mez
- Ocotea urbaniana Mez
- Ocotea usambarensis – cânfora africana
- Ocotea uxpanapana
- Ocotea vaccinioides Meisn.
- Ocotea variabilis Meisn.
- Ocotea velloziana
- Ocotea velutina Mart.
- Ocotea veraguensis
- Ocotea viridiflora
- Ocotea wrightii –

A distinção entre as espécies de Ocotea e as de Nectandra e outros géneros filogeneticamente próximos é problemática. As espécies do género Povedadaphne podem melhor ser integradas em Ocotea.
As seguintes espécies foram tradicionalmente colocadas no género Ocotea mas estudos de filogenia molecular confirmaram a sua pertença a outros géneros:
- Chlorocardium rodiei (bibiru), como O. rodiei
- Nectandra coriacea, como O. catesbyana, O. coriacea
- Sextonia rubra, como O. rubra